# Jaap ter Haar
Jacob Everard (Jaap) ter Haar (Hilversum, 25 maart 1922 – Laren, 26 februari 1998) was een Nederlandse historicus en schrijver van jeugd-, geschiedenis- en mythologieboeken.

## Levensloop
Na de Tweede Wereldoorlog werd hij oorlogscorrespondent in Indonesië. Nadat hij voor de militaire dienst was afgekeurd ging hij voor de Wereldomroep werken.
Uit liefhebberij begon hij met het schrijven van verhaaltjes. Dit bleek in de smaak te vallen en al snel ging hij over tot het schrijven van hoorspelen (voor de radio) en boeken. Op de (vrije) woensdagmiddag waren, net voor het schoolwedstrijdprogramma Jeugdland van de NCRV-radio, de avonturen van Saskia en Jeroen en Ernstjan en Snabbeltje te horen.
Vanaf 1952 legde hij zich volledig toe op het schrijven van boeken. Hierbij haalde hij een hoge productie; in twintig jaar schreef hij meer dan tachtig boeken.
Na het afronden van de vierdelige serie Geschiedenis van de Lage Landen tegen het eind van de jaren zeventig liep zijn productie terug en ging hij zich meer wijden aan het schilderen.
Zijn meeste boeken zijn echte kinderboeken. Daarnaast legde hij zich toe op geschiedenis. Hij had een beeldende schrijfstijl waarin hij feiten vermengde met verhalende (en grotendeels) verzonnen onderdelen, wat tot een zeer vlot leesbaar geheel leidde. Ook bewerkte hij een groot aantal sagen en legenden.
De boeken van Jaap ter Haar zijn vertaald in het Engels, Spaans en Duits.

## Bekroningen

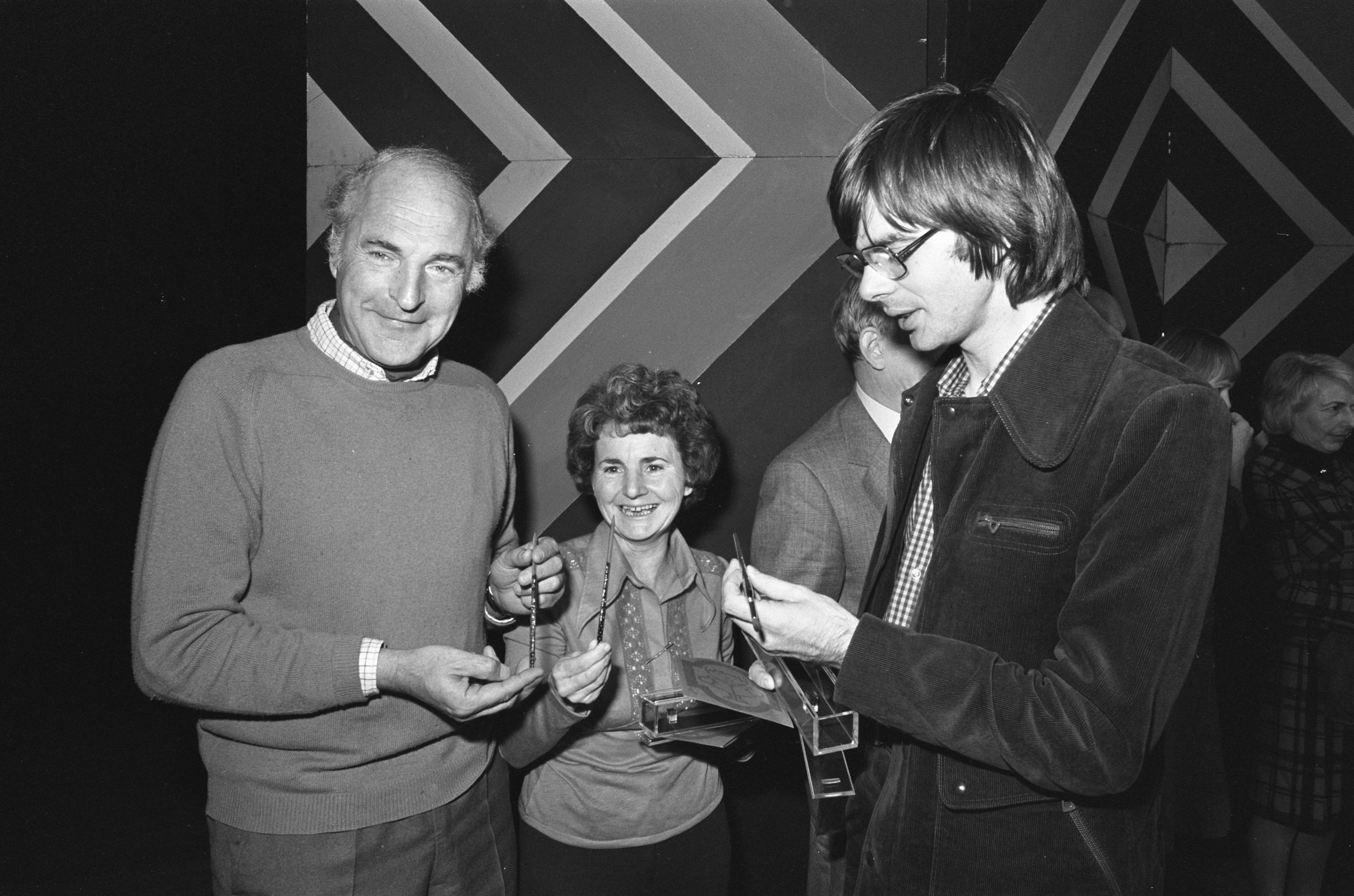
Ter Haar, Thea Beckman en Wim Hofman (Gouden Griffel 1974)

- 1972 - Nienke van Hichtum-prijs voor Geschiedenis van de Lage Landen (4 delen)
- 1974 - Gouden Griffel voor Het wereldje van Beer Ligthart
- 1976 - Buxtehuder Bulle voor Het wereldje van Beer Ligthart